# آشیکاگا یوشی‌هیسا
آشیکاگا یوشی‌هیسا (به ژاپنی: 足利 義尚 Ashikaga Yoshihisa)

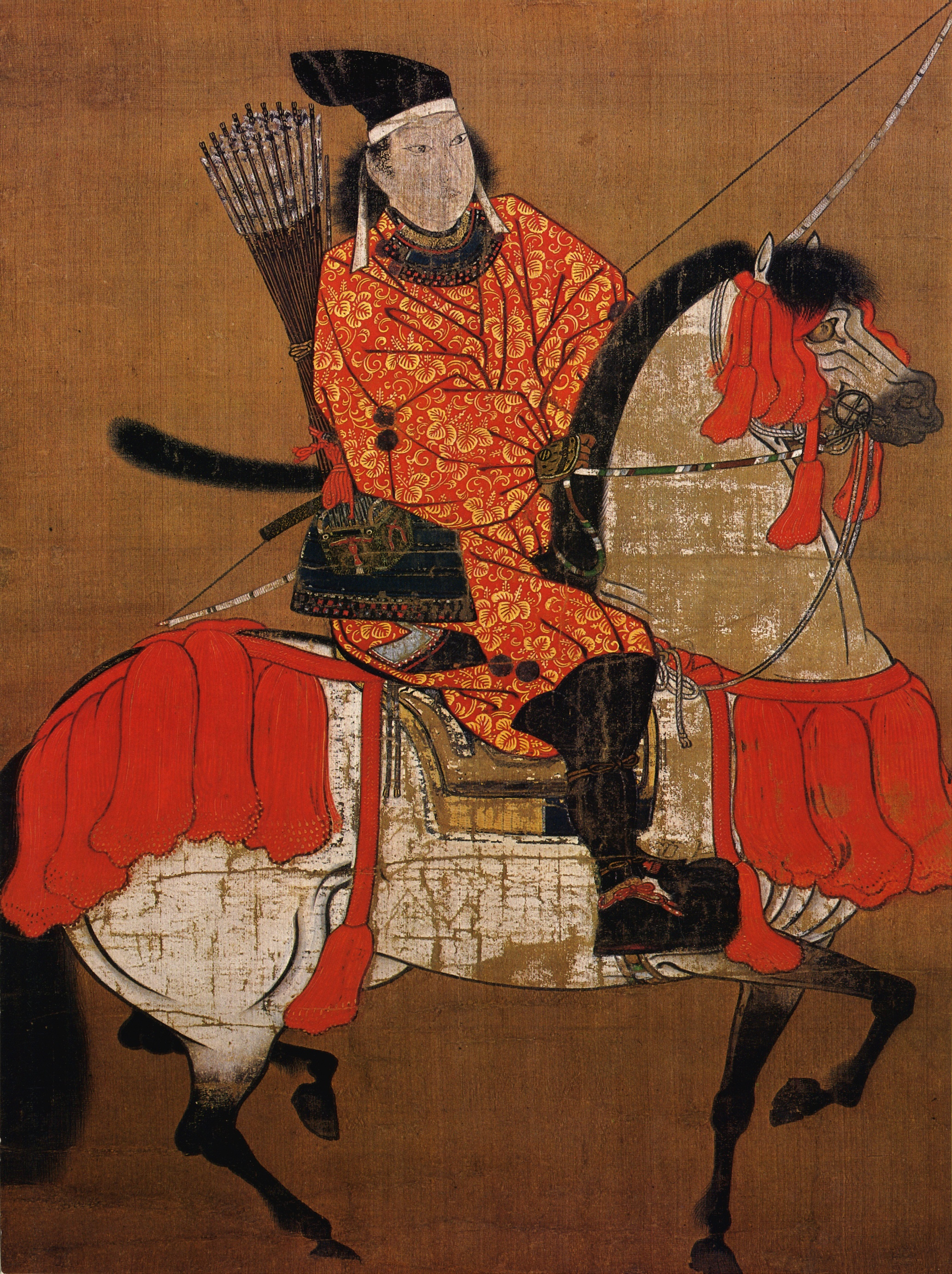
آشیکاگا یوشی‌هیسا

(۱۴۶۵–۱۴۸۹) نهمین شوگون در شوگون‌سالاری آشیکاگا و فرزند آشیکاگا یوشی‌ماسا و هینو تومیکو بود.